# Armisticio de Mudros

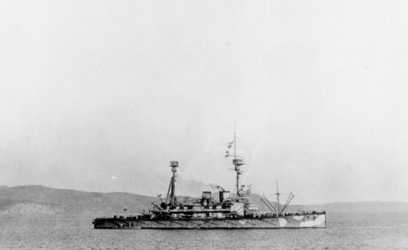
HMS Agamemnon en una visita previa a Mudros durante la campaña de Dardanelos en 1915.

El Armisticio de Mudros fue un armisticio alcanzado entre el Imperio otomano y los Aliados a finales de la Primera Guerra Mundial y la partición del Imperio otomano. Fue firmado en el puerto de Moúdros (en la isla de Lemnos) el 30 de octubre de 1918. Somerset Gough-Calthorpe, el almirante británico, firmó por los Aliados. Esta suspensión de las hostilidades puso fin a la guerra en el Oriente Próximo y obligaba a los otomanos a abandonar todo el Imperio salvo Anatolia y a ordenar la rendición de todas sus guarniciones en Hiyaz, Yemen, Siria, Mesopotamia, Tripolitania y Cirenaica. Enver Pachá, uno de los más destacados miembros del gobierno otomano, mantuvo una posición optimista, escondió información que hizo la posición otomana parecer débil, y llevó la mayoría de la élite otomana a creer que todavía se podría ganar la guerra.
Según los términos del pacto, los Aliados ocuparían la zona de los estrechos de los Dardanelos y del Bósforo, Batumi y los túneles de los montes Tauro. Asimismo, se reconocía a los vencedores el derecho a ocupar seis provincias de población armenia en el noreste de Anatolia en caso de desórdenes, así como cualquier punto estratégico considerado importante para garantizar la seguridad de los Aliados. El Ejército otomano quedaba desmovilizado.
En el Cáucaso, las unidades otomanas debían retirarse a las líneas anteriores a la guerra, con lo que perdían las posesiones que habían ocupado directamente o que dominaban por medio de Gobiernos interpuestos, es decir, las regiones de Ayaria (Batumi), Ajaltsije, Kars, Ardahan y Azerbaiyán.

## Antecedentes

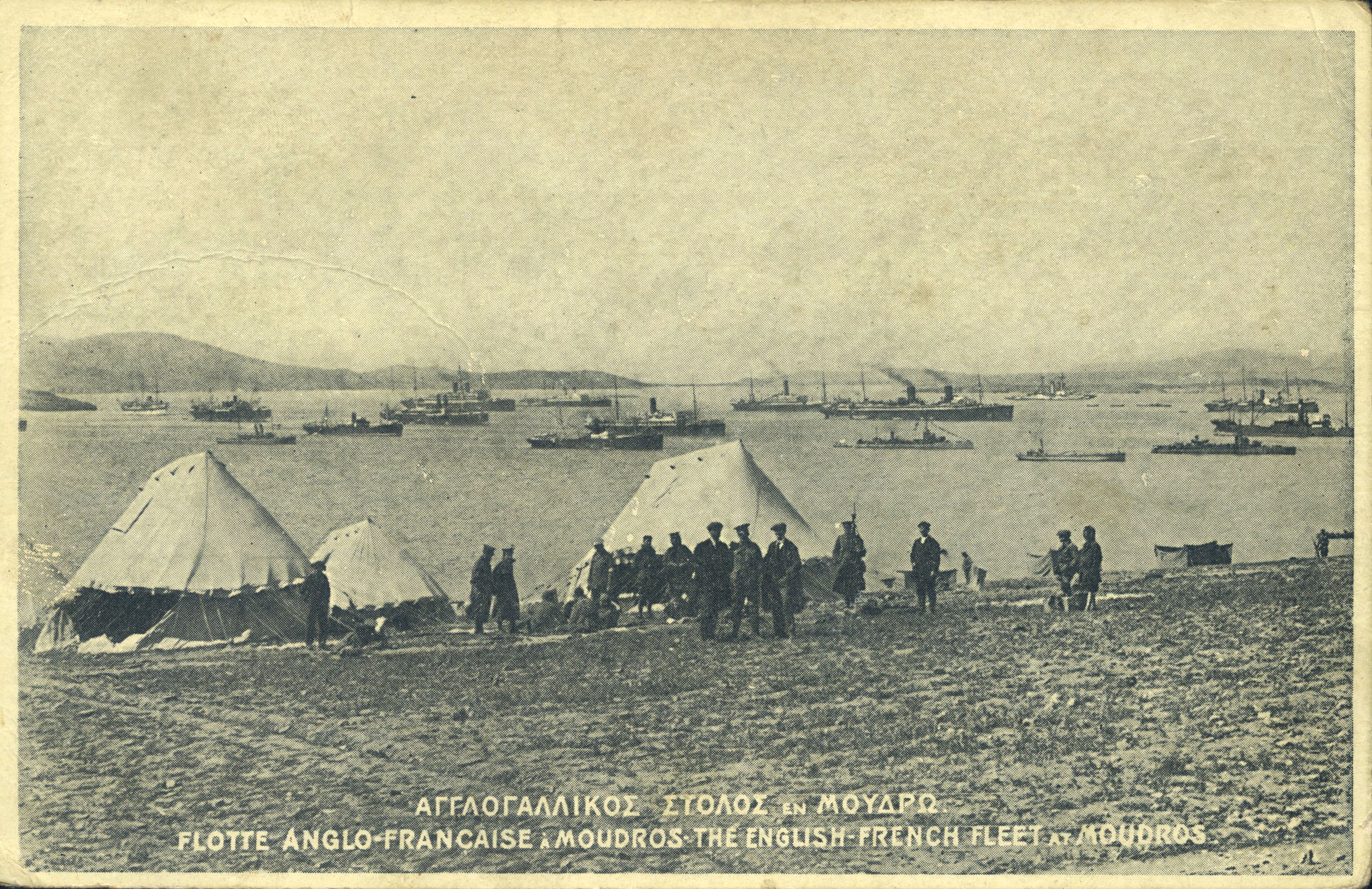
La flota anglo-francesa en la bahía de Moudros

Los eventos en el sureste de Europa deshicieron las esperanzas del gobierno otomano. El Frente Macedonio, también conocido como la campaña de Salónica, había estado estable de forma general desde el año 1916. En septiembre de 1918, las fuerzas aliadas (bajo el mando de Louis Franchet d'Espèrey) lanzaron una ofensiva sorpresa que resultó ser muy exitosa. El ejército búlgaro fue derrotado, y Bulgaria se vio obligada a buscar la paz en el Armisticio de Salónica. Esto fue directamente en detrimento tanto de la causa alemana como de la causa otomana, ya que los alemanes no tenían tropas para ayudar con la defensa de Austria-Hungría de la recientemente formada vulnerabilidad en el sureste europeo, luego de las derrotas que había sufrido en Francia, y los otomanos tuvieron repentinamente que defender Constantinopla contra un asedio por tierra desde Europa sin la ayuda de los búlgaros.
El gran visir Talat Bajá visitó Berlín, Alemania, y Sofía, Bulgaria en septiembre de 1918. Volvió aceptando la idea de que la guerra ya no era ganable. Dado que parecía que los alemanes buscarían la paz por separado, los Otomanos se iban a ver obligados a hacer lo mismo. Talaat convenció a los otros miembros del partido que debían renunciar, ya que los aliados les impondrían condiciones incluso más severas si pensaban que las personas que iniciaron la guerra aún seguirían en el poder. También hizo un acercamiento a los Estados Unidos para ver si podía rendirse ante ellos y obtener los beneficios de los Catorce Puntos, pese a que el Imperio Otomano y los Estados Unidos no estaban en guerra; sin embargo, los estadounidenses nunca respondieron, ya que estaban esperando la recomendación británica para dar su respuesta, recomendación que nunca llegó. El 13 de octubre, Talaat y el resto de su ministerio renunció. Ahmed Izzet Bajá reemplazó a Talaat como Gran Visir. Dos días después de asumir el cargo, envió al general inglés capturado Charles Vere Ferrers Townshend a los Aliados para discutir las condiciones de un armisticio.

## Negociaciones
El gabinete británico recibió la noticia de la oferta y se mostró ansioso por negociar un acuerdo. Los términos de la alianza en ese momento eran que el primer miembro que fuera contactado en búsqueda de un armisticio debía ser el que dirigiera las negociaciones; el Gobierno británico interpretó que esto quería decir que el Reino Unido dirigiría las negociaciones y lo haría por su cuenta. No está muy claro si la decisión británica fue una interpretación sincera de los términos de la alianza, reflejó del temor de que los franceses insistieran en imponer exigencias demasiado severas y el tratado se terminase frustrando o un deseo de quitar a los franceses el "botín" territorial de guerra que se les había prometido en el Acuerdo Skyes-Picot. Townshend también indicó que los otomanos preferían pactar con los británicos; no sabía del contacto que los turcos habían tenido con los estadounidenses o que Talaat había enviado un emisario a los franceses en paralelo, pero que este no había respondido con celeridad. El gabinete británico otorgó poderes especiales al almirante Calthorpe para que llevara a cabo las negociaciones, excluyendo explícitamente a los franceses de las mismas. También sugirió al almirante que buscara un armisticio y no un tratado de paz definitivo, considerando que un este requeriría la aprobación de todas las naciones aliadas, condición que tardaría en cumplirse.
Las negociaciones comenzaron el sábado 27 de octubre a bordo del HMS Agamemnon, un buque de guerra británico. Los británicos rehusaron admitir en ellas al vicealmirante francés 
Jean-Françoise-Charles Amet, el oficial naval de más alta graduación en la zona, pese a que este expresó su deseo de participar; la delegación otomana, presidida por el ministro de Marina Rauf Bey, indicó que no tenía objeciones a ello, ya que estaba acreditada solo ante los británicos, y no así ante los franceses.
Ambas partes ignoraban que la otra estaba deseosa de firmar el armisticio, y en consecuencia estaban dispuestas a renunciar a parte de sus condiciones con tal de lograrlo. La delegación británica presentó una lista de veinticuatro peticiones, todas ellas desechables salvo la ocupación de los fuertes en los Dardanelos, así como el libre paso a través del Bósforo, puesto que los británicos deseaban tener acceso por el mar Negro al frente rumano. El primer ministro David Lloyd George también pretendía alcanzar un acuerdo rápido antes de que los Estados Unidos pudiesen entrometerse en las conversaciones; según el diario de Maurice Hankey:

[Lloyd George] también despreciaba al presidente Wilson y deseaba acordar el reparto de Turquía entre Francia, Italia y el Reino Unido antes de tratar con los estadounidenses. Pensaba también que llamarían menos la atención nuestras enormes ganancias territoriales si obteníamos entonces nuestra parte de los territorios turcos y dejábamos para luego las colonias alemanas.

Los otomanos, por su parte, pensaban que la guerra estaba perdida y habrían aceptado casi cualquier exigencia que se les hubiese hecho. Así, el borrador inicial presentado por los británicos fue aceptado sin sufrir grandes cambios; los otomanos desconocían que podían haber rechazado casi la totalidad de las cláusulas, y los británicos, que podían haber reclamado todavía más. Aun así, los términos fueron primordialmente favorables a los británicos y supusieron casi una rendición incondicional; los otomanos cedieron el derecho a los Aliados de ocupar "en caso de revueltas" su territorio, una cláusula vaga.
Por su parte, los franceses se sintieron ofendidos ante este precedente, y el primer ministro francés, Georges Clemenceau, recriminó la actitud británica de  tomar decisiones tan importantes de manera unilateral. Lloyd George replicó que los franceses habían concluido un armisticio de la misma manera en Salónica, que había negociado el general francés d'Espèrey, y que Gran Bretaña (y la Rusia zarista) habían aportado la mayor parte de las tropas en la campaña contra los otomanos. Los franceses decidieron entonces abandonar el asunto. Sin embargo, se dio una falsa impresión sobre la severidad de los términos del armisticio al público culto otomano, que pensó que los términos serían considerablemente más indulgentes de lo que fueron, y que acabaron convirtiéndose en una fuente de descontento tras la traición a los términos ofrecidos por los Aliados durante la guerra de Independencia Turca.

## Resultados
Durante un tiempo, el Armisticio de Mudros puso fin a las hostilidades entre los Aliados y los otomanos. Sin embargo, las incursiones por parte de los italianos y los griegos en Anatolia bajo el pretexto de "restaurar el orden" pronto llevaron prácticamente a la partición del país. El Tratado de Sèvres de 1920 dividió oficialmente al Imperio Otomano en zonas de influencia;  sin embargo, la Guerra de Independencia Turca (1919–23) trajo consigo el rechazo del tratado por parte de las fuerzas otomanas que quedaban, quienes en algún momento tomaron control de la península de Anatolia. Las posesiones otomanas en Siria, Palestina y Arabia se mantuvieron según lo estipulado en el Tratado de Sèvres mientras que las fronteras de la nación moderna de Turquía fueron fijadas en el Tratado de Lausana de 1923.